# Rudy Zerbi
Rodolfo Zerbi, detto Rudy (Lodi, 3 febbraio 1969), è un personaggio televisivo, conduttore radiofonico, produttore discografico, disc jockey e conduttore televisivo italiano.

## Biografia
Nato nel 1969 a Lodi, è figlio naturale del presentatore televisivo Davide Mengacci, il quale, da giovane, fu legato sentimentalmente per un periodo alla madre del futuro produttore discografico, Luciana Coi, per poi non riconoscere il figlio; Rudy lo venne a sapere all'età di trent'anni, quando la madre, che in quel periodo era affetta da un tumore per cui temeva di perdere la vita (riuscendo invece a superarlo successivamente), decise di rivelarglielo mostrandogli Mengacci in televisione. Zerbi ha raccontato che lo scoprire l'identità del padre gli ha provocato un forte shock, al punto tale da non riuscire a parlare per 12 giorni, ed ha conosciuto Mengacci soltanto il 3 marzo 2001, ad una festa a cui era stato invitato da Mara Carfagna (che a quel tempo affiancava Mengacci nella conduzione de La domenica del villaggio). A crescere Rudy sono stati i due mariti della madre: Roberto Zerbi – che lo ha adottato dandogli il suo cognome e con il quale la madre ha avuto il secondo figlio Stefano – e Giorgio Ciana, albergatore di Santa Margherita Ligure (deceduto nel marzo 2018), con il quale la madre ha avuto il terzo figlio Piergiorgio.
All'età di tre anni si trasferisce a Santa Margherita Ligure, località dove i suoi familiari gestiscono un albergo. In età giovanile decide di seguire la propria passione per la musica, diventando disc jockey nella discoteca Covo di Nord Est e presso Radio Tigullio. Frequenta il liceo linguistico a Rapallo e si laurea in giurisprudenza all'università statale di Milano; dopo alcune esperienze radiofoniche, inizia l'attività di talent scout e produttore discografico presso la Sony Music. Diventa famoso grazie alle ironiche interviste ai danni di artisti internazionali e a svariate collaborazioni radiofoniche e televisive con la Gialappa's Band, tra le quali si ricorda Rai dire Sanremo, per la Rai.
Dopo sedici anni e diversi ruoli ricoperti all'interno dell'azienda (tra cui presidente della divisione Sony Music Italia, con collaborazione a diversi progetti di Gianni Morandi, Renato Zero, Biagio Antonacci, Adriano Celentano, Mina, Ornella Vanoni, L'Aura, Alessandra Amoroso, Marco Mengoni, Giusy Ferreri), dopo aver ricoperto il ruolo di amministratore delegato, viene licenziato dalla Sony e successivamente partecipa a vari programmi televisivi, tra i quali Amici di Maria De Filippi e Italia's Got Talent, rispettivamente nel ruolo di insegnante di canto e giurato, nonché allo show di Gerry Scotti The Winner Is. Dal 2010 lavora a Radio Deejay, conducendo ogni domenica tra le 18 e le 20 Rudy Sunday, insieme a Laura Antonini. Nelle estati del 2011 e del 2012 è inoltre impegnato ogni mattina con Rudy Summer, versione estiva del programma in onda dall'Aquafan di Riccione. Dal settembre del 2012 passa al giornaliero perché conduce, ogni sera tra le 18:30 e le 20:00, il programma Rossi di sera, sempre in coppia con Laura Antonini.
Nell'agosto 2013 conduce nuovamente la fascia del mattino, con il nuovo programma Rossi di sole, in diretta, ancora una volta, dall'Aquafan di Riccione. Dal 7 settembre 2013 torna in onda durante il weekend su Radio Deejay, conducendo Megajay, insieme a Laura Antonini. Dal 4 ottobre 2014 è uno dei giurati di Tú sí que vales, il nuovo talent show che ha preso il posto di Italia's Got Talent nei sabato sera di Canale 5. Nell'inverno 2016 partecipa come "capitano-squadra" (insieme a Stefano De Martino, Attilio Fontana, Kledi Kadiu e Maurizio Zamboni) alla prima stagione di Pequeños gigantes, talent show per bambini condotto da Belén Rodríguez su Canale 5.
All’estate del 2024 su Radio Deejay conduce le dirette dall’Aquafan di Riccione e i diversi concerti gratuiti in piazza con un contest, giunto ormai alla decima edizione, dedicato alla ricerca di nuovi talenti.

## Vita privata
Ha quattro figli, avuti da tre donne diverse. Dall'unione con la prima moglie Simona sono nati Tommaso e Luca; dall'attrice Carlotta Miti (nipote del cantante Gianni Morandi) ha avuto Edoardo, mentre con Maria Soledad Temporini, sua compagna fino al 2021, è diventato padre di Leo.

## Programmi televisivi
- Operazione Trionfo (Italia 1, 2002) - giurato
- Sei un mito (Canale 5, 2005) - giurato
- Quelli che il calcio (Rai 2, 2006-2008) - ospite fisso
- Amici di Maria De Filippi (Canale 5, dal 2009) - insegnante
- Italia's Got Talent (Canale 5, 2009-2013) - giurato
- Let's Dance (Canale 5, 2010) - concorrente
- The Winner Is (Canale 5, 2012) - giurato
- Uomini e Donne Trono Over (Canale 5, 2012-2013; 2019-2020) - opinionista e inviato
- Wind Summer Festival (Canale 5, 2014-2016; 2018) - conduttore
- #dilloconunacanzone (Italia 1, 2014) - conduttore
- Tú sí que vales (Canale 5, dal 2014) - giurato
- Pequeños gigantes (Canale 5, 2016) - caposquadra
- Speciale Uomini e donne - Le olimpiadi della TV (Canale 5, 2017) - conduttore
- Maurizio Costanzo Show (Canale 5, 2019, 2022) - ospite fisso

## Radio
- Rai dire Sanremo (Rai Radio 2, 2006-2010)
- Rudy Sunday (Radio Deejay, 2010-2012)
- Rudy Summer (Radio Deejay, 2011-2012)
- Rossi di sera (Radio Deejay, 2012-2013)
- Rossi di sole (Radio Deejay, 2013-2014)
- Megajay (Radio Deejay, 2013-2015)
- Zerbinator (Radio Deejay, 2015-2018)
- Tess&Rudy (Radio Deejay, 2016)
- Colazione da Deejay (Radio Deejay, 2018-2020)
- Rudy & Laura (Radio Deejay, dal 2020)

## Doppiaggio
- Voce narrante in PAPmusic - Animation for Fashion